# Phyllonorycter oxygrapta
Phyllonorycter oxygrapta là một loài bướm đêm thuộc họ Gracillariidae. Nó được tìm thấy ở Peru.